# Arquidiócesis de Milwaukee
La arquidiócesis de Milwaukee (en latín: Archidioecesis Milvauchiensis y en inglés: Roman Catholic Archdiocese of Milwaukee) es una circunscripción eclesiástica de la Iglesia católica en Estados Unidos. Se trata de una arquidiócesis latina, sede metropolitana de la provincia eclesiástica de Milwaukee. Desde el 14 de noviembre de 2009 su arzobispo es Jerome Edward Listecki.

## Territorio y organización

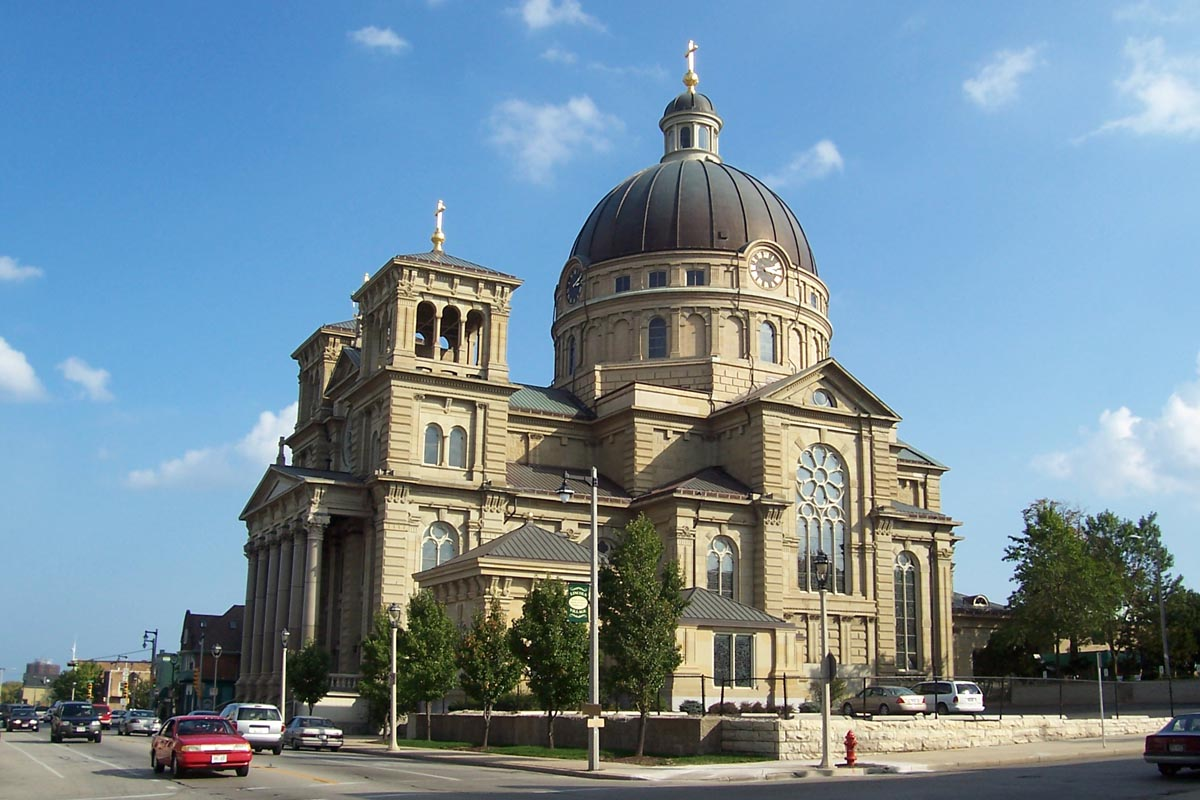
Basílica de San Josafat, en Milwaukee

La arquidiócesis tiene 12 323 km² y extiende su jurisdicción sobre los fieles católicos de rito latino residentes en 10 condados del estado de Wisconsin: Dodge, Fond du Lac, Kenosha, Milwaukee, Ozaukee, Racine, Sheboygan, Walworth, Washington y Waukesha.

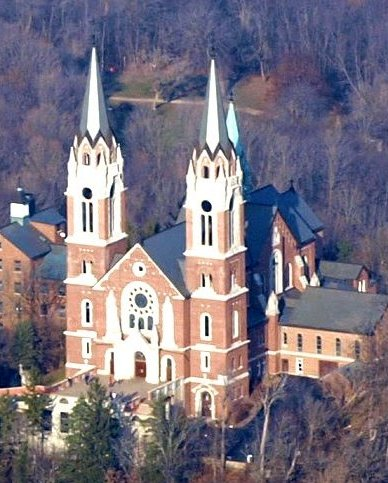
Basílica de Nuestra Señora María Auxiliadora, en Hubertus

La sede de la arquidiócesis se encuentra en la ciudad de Milwaukee, en donde se halla la Catedral de San Juan Evangelista y la basílica de San Josafat. En Hubertus se encuentra la basílica de Nuestra Señora María Auxiliadora.

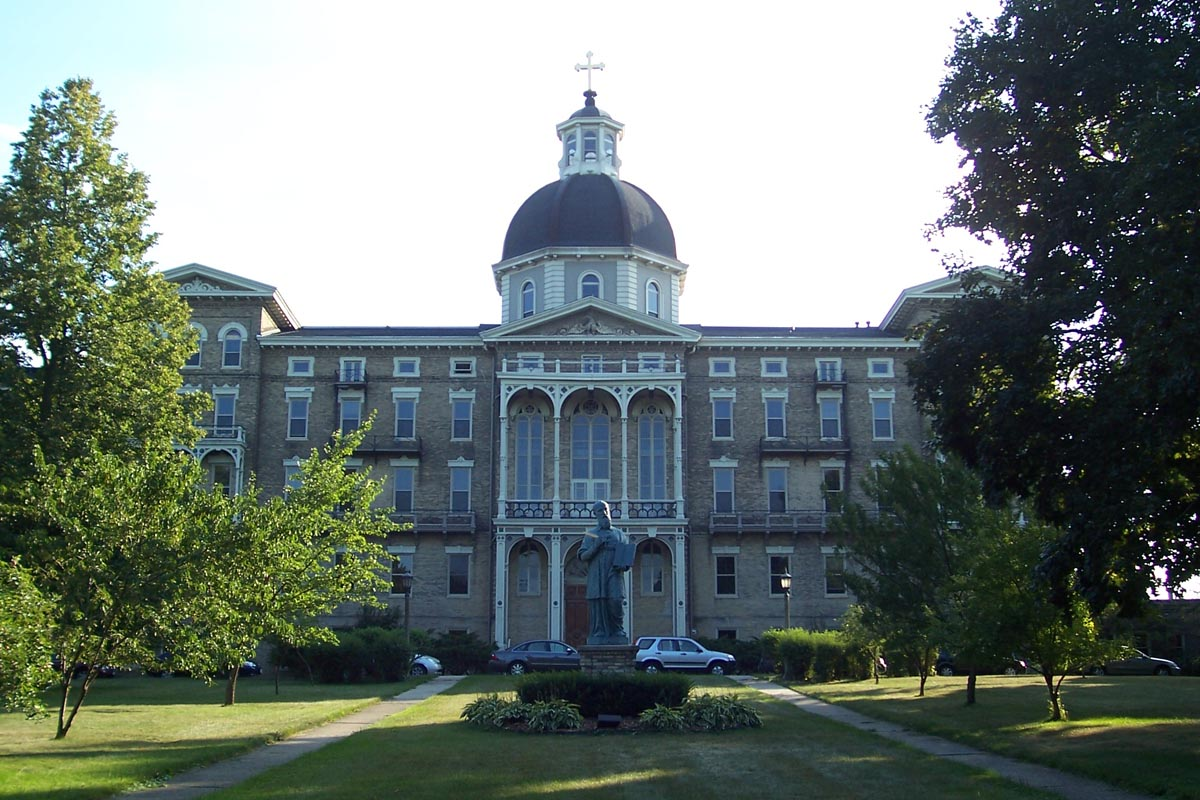
El Saint Francis de Sales Seminary

La arquidiócesis tiene como sufragáneas a las diócesis de: Green Bay, La Crosse, Madison y Superior.
En 2021 en la arquidiócesis existían 191 parroquias. 

## Historia
La diócesis de Milwaukee fue erigida el 28 de noviembre de 1843 con el breve In suprema del papa Gregorio XVI, obteniendo el territorio de la diócesis de Detroit (hoy arquidiócesis de Detroit). Originalmente era sufragánea de la arquidiócesis de Baltimore e incluía todo el estado de Wisconsin.
El 19 de julio de 1850 pasó a formar parte de la provincia eclesiástica de la arquidiócesis de San Luis y cedió una parte de su territorio para la erección de la diócesis de Saint Paul (hoy arquidiócesis de Saint Paul y Minneapolis) mediante el breve Ex debito apostolici del papa Pío IX.
El 3 de julio de 1868 cedió otras porciones de territorio para la erección de las diócesis de Green Bay y La Crosse mediante el breve Summi apostolatus del papa Pío IX.
El 12 de febrero de 1875 fue elevada al rango de arquidiócesis metropolitana mediante el breve Quae nos sacri del papa Pío IX.
El 22 de diciembre de 1945 cedió otra porción de su territorio para la erección de la diócesis de Madison mediante la bula Ad animarum bonum del papa Pío XII.
El 4 de enero de 2011 la arquidiócesis se vio obligada a declararse en quiebra debido a los pagos de indemnización a las víctimas de sacerdotes pedófilos.

## Estadísticas
Según el Anuario Pontificio 2022 la arquidiócesis tenía a fines de 2021 un total de 547 733 fieles bautizados.
| Año                                                                             | Población            | Población | Población      | Sacerdotes | Sacerdotes    | Sacerdotes    | Bautizados por sacerdote | Diáconos permanentes | Religiosos | Religiosos | Parroquias |
| Año                                                                             | Bautizados católicos | Total     | % de católicos | Total      | Clero secular | Clero regular | Bautizados por sacerdote | Diáconos permanentes | Varones    | Mujeres    | Parroquias |
| ------------------------------------------------------------------------------- | -------------------- | --------- | -------------- | ---------- | ------------- | ------------- | ------------------------ | -------------------- | ---------- | ---------- | ---------- |
| 1950                                                                            | 421 308              | 1 435 345 | 29.4           | 929        | 585           | 344           | 453                      |                      | 462        | 4182       | 262        |
| 1966                                                                            | 691 851              | 1 937 800 | 35.7           | 1141       | 697           | 444           | 606                      |                      | 521        | 4621       | 291        |
| 1970                                                                            | 687 805              | 1 985 600 | 34.6           | 1150       | 614           | 536           | 598                      |                      | 773        | 3855       | 264        |
| 1976                                                                            | 699 145              | 2 006 304 | 34.8           | 1156       | 637           | 519           | 604                      | 31                   | 960        | 3929       | 265        |
| 1980                                                                            | 713 000              | 2 057 000 | 34.7           | 1080       | 615           | 465           | 660                      | 89                   | 736        | 3673       | 266        |
| 1990                                                                            | 624 891              | 2 046 245 | 30.5           | 904        | 503           | 401           | 691                      | 134                  | 523        | 2771       | 287        |
| 1999                                                                            | 695 934              | 2 197 939 | 31.7           | 809        | 465           | 344           | 860                      | 171                  | 81         | 3670       | 254        |
| 2000                                                                            | 672 334              | 2 199 066 | 30.6           | 726        | 422           | 304           | 926                      | 173                  | 474        | 2847       | 250        |
| 2001                                                                            | 685 004              | 2 222 364 | 30.8           | 713        | 420           | 293           | 960                      | 164                  | 462        | 2764       | 236        |
| 2002                                                                            | 689 519              | 2 236 283 | 30.8           | 710        | 419           | 291           | 971                      | 176                  | 517        | 2683       | 227        |
| 2003                                                                            | 694 508              | 2 248 785 | 30.9           | 702        | 401           | 301           | 989                      | 180                  | 456        | 2601       | 224        |
| 2004                                                                            | 731 516              | 2 261 397 | 32.3           | 744        | 399           | 345           | 983                      | 152                  | 493        | 2290       | 219        |
| 2013                                                                            | 673 000              | 2 369 000 | 28.4           | 676        | 329           | 347           | 995                      | 186                  | 610        | 1047       | 204        |
| 2016                                                                            | 687 819              | 2 339 403 | 29.4           | 723        | 325           | 398           | 951                      | 168                  | 679        | 861        | 199        |
| 2019                                                                            | 696 500              | 2 354 807 | 29.6           | 686        | 332           | 354           | 1015                     | 177                  | 593        | 1173       | 193        |
| 2021                                                                            | 547 733              | 2 351 501 | 23.3           | 649        | 285           | 364           | 843                      | 174                  | 650        | 2115       | 191        |
| Fuente: Catholic-Hierarchy, que a su vez toma los datos del Anuario Pontificio. |                      |           |                |            |               |               |                          |                      |            |            |            |

## Episcopologio
- John Martin Henni † (28 de noviembre de 1843-7 de septiembre de 1881 falleció)
- Michael Heiss † (7 de septiembre de 1881 por sucesión-26 de marzo de 1890 falleció)
- Frederick Francis Xavier Katzer † (30 de enero de 1891-20 de julio de 1903 falleció)
- Sebastian Gebhard Messmer † (28 de noviembre de 1903-4 de agosto de 1930 falleció)
- Samuel Alphonsius Stritch † (26 de agosto de 1930-27 de diciembre de 1939 nombrado arzobispo de Chicago)
- Moses Elias Kiley † (1 de enero de 1940-15 de abril de 1953 falleció)
- Albert Gregory Meyer † (21 de julio de 1953-19 de septiembre de 1958 nombrado arzobispo de Chicago)
- William Edward Cousins † (18 de diciembre de 1958-17 de septiembre de 1977 retirado)
- Rembert George Weakland, O.S.B. † (20 de septiembre de 1977-24 de mayo de 2002 retirado)
- Timothy Michael Dolan (25 de junio de 2002-23 de febrero de 2009 nombrado arzobispo de Nueva York)
- Jerome Edward Listecki, desde el 14 de noviembre de 2009